# Esteve Blasi i Ferran
Esteve Blasi i Ferran   (Salou, 10 de desembre de 1926 - Salou, 25 de febrer de 2015) fou un empresari català molt lligat al municipi de Salou.

## Biografia
Des de l'any 1955, conjuntament amb els seus germans, es dedicà al comerç, que introduí en diversos càmpings, mentre col·laborava amb el seu pare en el lloguer de pisos dedicats al turisme, en els primers anys d'expansió turística. Al mateix temps, inicia un negoci de transports d'àrids per a la construcció amb diversos camions, maquinària i una pedrera situada en una finca comprada el 1942, a la partida de Barenys, on després se situaria el Càmping Sangulí.
L'any 1972 els germans Blasi obren el Càmping Sangulí, un petit càmping de dues hectàrees, amb 260 places d'acampada i 20 treballadors.
El 1975, després d'haver format part de la Junta Sindicat d'Iniciatives i Turisme, és nomenat regidor de l'Ajuntament de Vila-seca de Solcina, presidit per l'alcalde Josep Malapeira, en representació de Salou. L'any 1979, com a resultat de les primeres eleccions municipals democràtiques, és elegit en representació de la UCD i és membre de l'Ajuntament presidit per l'alcalde Joan Clavé Morell del partit socialista. El 16 d'abril de 1981 signa amb tota la seva família i gairebé 2.000 persones l'expedient per al procés de segregació de Salou i poques setmanes després, amb Esteve Ferran i Floresta Duran, s'aparten del vot de tot el consistori de Vila-seca contrari a la segregació.
A partir de l'any 1983 torna a l'activitat turística, fent una aposta per potenciar el turisme de qualitat a Salou. El 5 de desembre de 1988, la Generalitat de Catalunya concedeix al Càmping Sangulí el Diploma Turístic de Catalunya.
Després de ser nomenat jutge de pau, ha de renunciar perquè el 27 de gener de 1990 passa a formar part de la Junta Gestora presidida per Esteve Ferran. Durant aquest període porta a terme una important activitat en la consolidació de la independència municipal de Salou i en relació amb la determinació dels seus límits, amb la participació molt directa en el procés de reivindicació i de negociació.
Al final del 1991, amb la convocatòria de les primeres eleccions del municipi de Salou, deixa de nou la política activa i es dedica definitivament de ple al negoci del càmping.
L'any 1996 inaugura el Càmping Resort Cambrils Park, un càmping de luxe. I l'any 2012 inaugura el Complex Esportiu Futbol Salou.

## Reconeixements
Esteve Blasi i Ferran va rebre el títol de Fill predilecte de la ciutat de Salou l'octubre de 2009, i també va rebre la Medalla al Treball President Macià l'any 2012.
El càmping Sangulí rebé el Diploma Turístic de Catalunya (1988), el Premi al Millor Càmping Espanyol de l'Automòbil Club Holandès, Premi a l'Excel·lencia com a Millor Càmping d'Europa, i fou el primer càmping espanyol certificat amb la Q de qualitat.